# Africophanes
Africophanes is een kevergeslacht uit de familie van de boktorren (Cerambycidae). De wetenschappelijke naam van het geslacht werd voor het eerst geldig gepubliceerd in 1991 door Sama.

## Soorten
Africophanes is monotypisch en omvat slechts de volgende soort:
- Africophanes amicus (White, 1855)